# کمپ موبایل
کمپ موبایل (انگلیسی: Camp Mobile) شرکت فناوری اطلاعات کره‌ای است، که در سال ۲۰۱۳ تأسیس شد.